# Rynárec
Rynárec är en ort i Tjeckien.   Den ligger i regionen Vysočina, i den centrala delen av landet, 100 km sydost om huvudstaden Prag. Rynárec ligger 519 meter över havet och antalet invånare är 534.
Terrängen runt Rynárec är huvudsakligen lite kuperad. Rynárec ligger nere i en dal. Runt Rynárec är det ganska tätbefolkat, med 65 invånare per kvadratkilometer. Närmaste större samhälle är Pelhřimov, 4,7 km norr om Rynárec. Omgivningarna runt Rynárec är en mosaik av jordbruksmark och naturlig växtlighet.